# پارک ملی یانبارو
پارک ملی یانبارو (به لاتین: Yanbaru National Park) یک پارک ملی و منطقهٔ مسکونی در ژاپن است که در استان اوکیناوا واقع شده‌است.